# John Sandys
Pour les articles homonymes, voir Sandys.
John Sandys, né entre 1550 et 1555 dans le Lancashire en Angleterre et mort le 11 août 1586 à Gloucester, est un prêtre catholique anglais accusé de trahison et exécuté sous le règne d'Elizabeth Ire. 

## Biographie
Sur la vie de John Sandys nous ne possédons que peu d'informations. Nous ignorons s'il est issu d'une famille restée fidèle à l'Église catholique ou bien s'il est un converti. On trouve une trace du passage de l'homme par l'université d'Oxford. Désirant devenir prêtre il se rend sur le continent et est inscrit au collège anglais de Douai. Ordonné prêtre catholique par le cardinal Louis de Guise dans la cathédrale de Reims en 1583 il rentre en Angleterre l'année suivante. Son ministère se fait caché. Il est finalement arrêté et emprisonné dans la prison de Gloucester. Après un procès dont le résultat était connu d'avance il est mis à mort. On lui réserve le supplice réservé aux traîtres à savoir pendaison, éviscération et écartèlement. Il est exécuté au même endroit et à une date rapprochée de celle d'un autre prêtre Stephen Rowsham et d'un laïc William Lampley.  

## Vénération
Reconnu comme un martyr catholique, John Sandys fut béatifié en 1987 par le pape Jean-Paul II en même temps que 84 autres martyrs anglais. Aussi comptabilité parmi les martyrs de Douai il est vénéré par l'Église catholique le 29 octobre avec les autres martyrs de Douai et individuellement le 11 août.